# Раман Чибсах
Раман Чибсах (Чібса, англ. Raman Chibsah, нар. 10 березня 1993, Аккра) — ганський футболіст, півзахисник німецького «Бохума» і, в минулому, національної збірної Гани.

## Клубна кар'єра
Вихованець юнацьких команд футбольних клубів «Бечем Юнайтед», «Сассуоло» та «Ювентус».
У дорослому футболі дебютував 2012 року виступами за команду клубу «Парма», проте не провів у її складі жодної гри чемпіонату. Того ж року став гравцем «Сассуоло». За три сезони встиг відіграти за команду із Сассуоло 54 матчі в Серії А.
6 липня 2015 року приєднався на правах оренди до новачка Серії А «Фрозіноне» і зіграв за команду у 22 матчах чемпіонату, але не зміг врятувати клуб від вильоту. Після цього 15 липня 2016 року перейшов на правах оренди в клуб Серії B «Беневенто», де став основним гравцем, зігравши у 41 матчі чемпіонату і плей-оф, за результатами якого клуб вперше в історії вийшов до Серії А. Однак в елітному дивізіоні місце ганця у команді вже не була настільки ж стабільним і після першої половини сезону він залишив «Беневенто».
15 січня 2018 року повернувся до «Фрозіноне» на умовах оренди з обов'язковим викупом. Команда на той час знову грала у Серії B, однак вже через півроку після повернення Чибсаха знову виборола право виступів в еліті. Сезон 2018/19 півзахисник відіграв за «Фрозіноне», маючи статус основного гравця, проте не допоміг команді зберегти прописку у Серії A, після чого влітку 2019 року перебрався до Туреччини, де став гравцем команди «Газіантеп ББ». 18 вересня 2020 перейшов до Бохуму на правах вільного агента.

## Виступи за збірну
2013 року дебютував в офіційних матчах у складі національної збірної Гани. Того року провів у формі головної команди країни 2 матчі, після чого до її лав не залучався.

## Статистика виступів

### Статистика клубних виступів
Станом на 19 вересня 2021 року
| Сезон                 | Команда               | Чемпіонат             | Чемпіонат | Чемпіонат | Національний кубок | Національний кубок | Національний кубок | Континентальні кубки | Континентальні кубки | Континентальні кубки | Інші змагання | Інші змагання | Інші змагання | Усього | Усього |
| Сезон                 | Команда               | Ліга                  | Ігор      | Голів     | Ліга               | Ігор               | Голів              | Ліга                 | Ігор                 | Голів                | Ліга          | Ігор          | Голів         | Ігор   | Голів  |
| --------------------- | --------------------- | --------------------- | --------- | --------- | ------------------ | ------------------ | ------------------ | -------------------- | -------------------- | -------------------- | ------------- | ------------- | ------------- | ------ | ------ |
| 2012–13               | «Сассуоло»            | B                     | 28        | 2         | КІ                 | 0                  | 0                  | -                    | -                    | -                    | -             | -             | -             | 28     | 2      |
| 2013–14               | «Сассуоло»            | A                     | 18        | 0         | КІ                 | 1                  | 0                  | -                    | -                    | -                    | -             | -             | -             | 19     | 0      |
| 2014–15               | «Сассуоло»            | A                     | 6         | 0         | КІ                 | 3                  | 0                  | -                    | -                    | -                    | -             | -             | -             | 11     | 0      |
| Усього за «Сассуоло»  | Усього за «Сассуоло»  | Усього за «Сассуоло»  | 54        | 2         |                    | 4                  | 0                  |                      | -                    | -                    |               | -             | -             | 58     | 2      |
| 2015–16               | «Фрозіноне»           | A                     | 22        | 0         | КІ                 | 1                  | 0                  | -                    | -                    | -                    | -             | -             | -             | 23     | 0      |
| 2016–17               | «Беневенто»           | B                     | 36+5      | 5+1       | КІ                 | 1                  | 0                  | -                    | -                    | -                    | -             | -             | -             | 42     | 6      |
| 2017-січ. 2018        | «Беневенто»           | A                     | 14        | 0         | КІ                 | 0                  | 0                  | -                    | -                    | -                    | -             | -             | -             | 14     | 0      |
| Усього за «Беневенто» | Усього за «Беневенто» | Усього за «Беневенто» | 50+5      | 5+1       |                    | 1                  | 0                  |                      | -                    | -                    |               | -             | -             | 56     | 6      |
| січ.-черв. 2018       | «Фрозіноне»           | B                     | 16+3      | 1         | КІ                 | -                  | -                  | -                    | -                    | -                    | -             | -             | -             | 19     | 1      |
| 2018–19               | «Фрозіноне»           | A                     | 32        | 1         | КІ                 | 1                  | 0                  | -                    | -                    | -                    | -             | -             | -             | 33     | 1      |
| Усього за «Фрозіноне» | Усього за «Фрозіноне» | Усього за «Фрозіноне» | 70+3      | 2         |                    | 2                  | 0                  |                      | -                    | -                    |               | -             | -             | 75     | 2      |
| 2019-20               | «Газіантеп»           | A                     | 24        | 1         | КТ                 | 4                  | 1                  | -                    | -                    | -                    | -             | -             | -             | 28     | 2      |
| 2020-21               | «Бохум»               | B                     | 10        | 1         | КН                 | 1                  | 0                  | -                    | -                    | -                    | -             | -             | -             | 11     | 1      |
| Усього за кар'єру     | Усього за кар'єру     | Усього за кар'єру     | 216       | 12        |                    | 11                 | 1                  |                      | -                    | -                    |               | -             | -             | 228    | 13     |

### Статистика виступів за збірну
| Дата      | Місто   | Господарі | Результат | Гості | Турнір           | Голи | Примітки |
| --------- | ------- | --------- | --------- | ----- | ---------------- | ---- | -------- |
| 14-8-2013 | Стамбул | Туреччина | 2 – 2     | Гана  | товариський матч | -    | 60'      |
| 10-9-2013 | Сайтама | Японія    | 3 – 1     | Гана  | товариський матч | -    |          |
| Усього    |         | Матчів    | 2         |       | Голів            | 0    |          |